# Apostolos Papakonstantinou
Apostolos Papakonstantinou (n. 1924, Almyros, Volos, Grecia — d. 28 septembrie 2009) a fost un teolog ortodox, exarh al Macedoniei și mitropolit de Poliana și Kilkis.
Mitropolitul Apostolos s-a născut în orașul Almyros, regiunea Magnisia, în anul 1924. Anii primari de școală i-a urmat în orașul Volos, continuând apoi la Facultatea de Teologie din Atena. În anul 1950 a fost hirotonit diacon. A deschis mai multe școli de catehism și a încercat să transmită cuvântul Evangheliei în anii grei ai dictaturii. În 1991 a fost ales Mitropolit de Poliani și Kilkis. A deschis mai multe școli de catehetică, a înființat mănăstiri, a reparat biserici, a deschis două școli pentru ca copiii din alte țări să poată învăța limba greacă. 

## Publicații
- „Diaconia cuvântului” (1995)
- „Cum vor crede dacă nu ascultă” (2004)